# メガドライブのバリエーション
メガドライブは派生バリエーションを公式に認めていた。オリジナルでは1度しか大規模な改訂が行われなかったのに対し、派生版では地域によって特徴があった。機能拡張が求められた地域もあれば、あまり使用されない9ピン拡張端子などを削減してコストダウンを図ることが課題となっていた地域もあった。

## 第1弾

### セガ・メガドライブ

#### 日本
- 日本語設定
- ヘッドフォンジャック

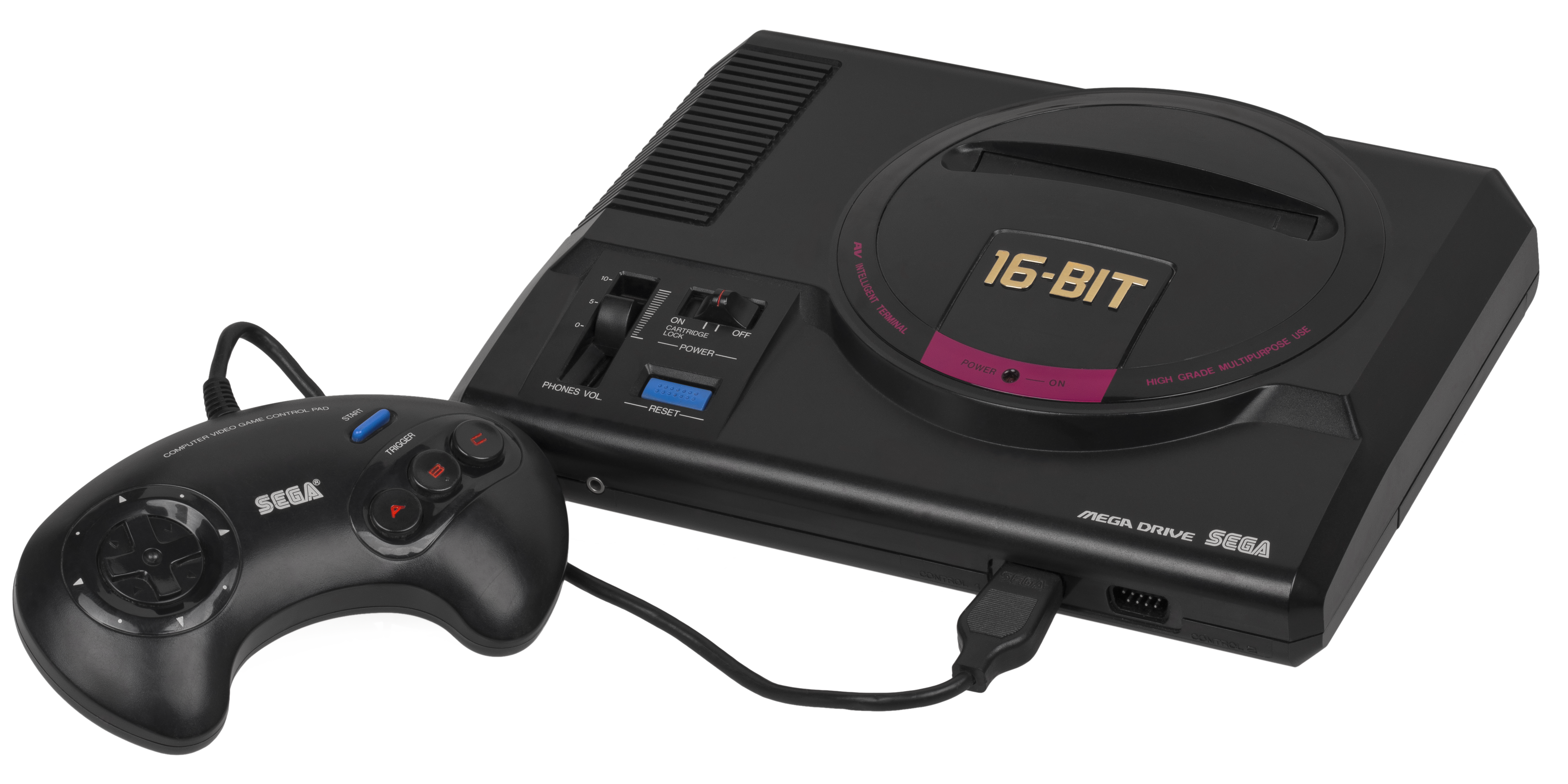
日本で発売された最初のメガドライブ

- A/V出力。ヘッドフォンジャックからステレオを取り出せたので、音声はモノラルのみ出力
- 9-pin拡張端子
- RFモジュレーター無し
- カートリッジロックあり
- 円形のプラスチック部に"AV Intelligent Terminal High Grade Multipurpose Use"との記載あり。縁の下側には赤いパワーランプのある紫色の四角がある。
- 本体右下、セガのロゴの左側に白い文字で"Mega Drive"の表記がある。
- リセットボタンとジョイパッドのスタートボタンは青。
- 後期に販売したものは国内専用ではなくアジアNTSC版である。

#### PAL圏
- 50HzのPALに変更。
- 英語設定。

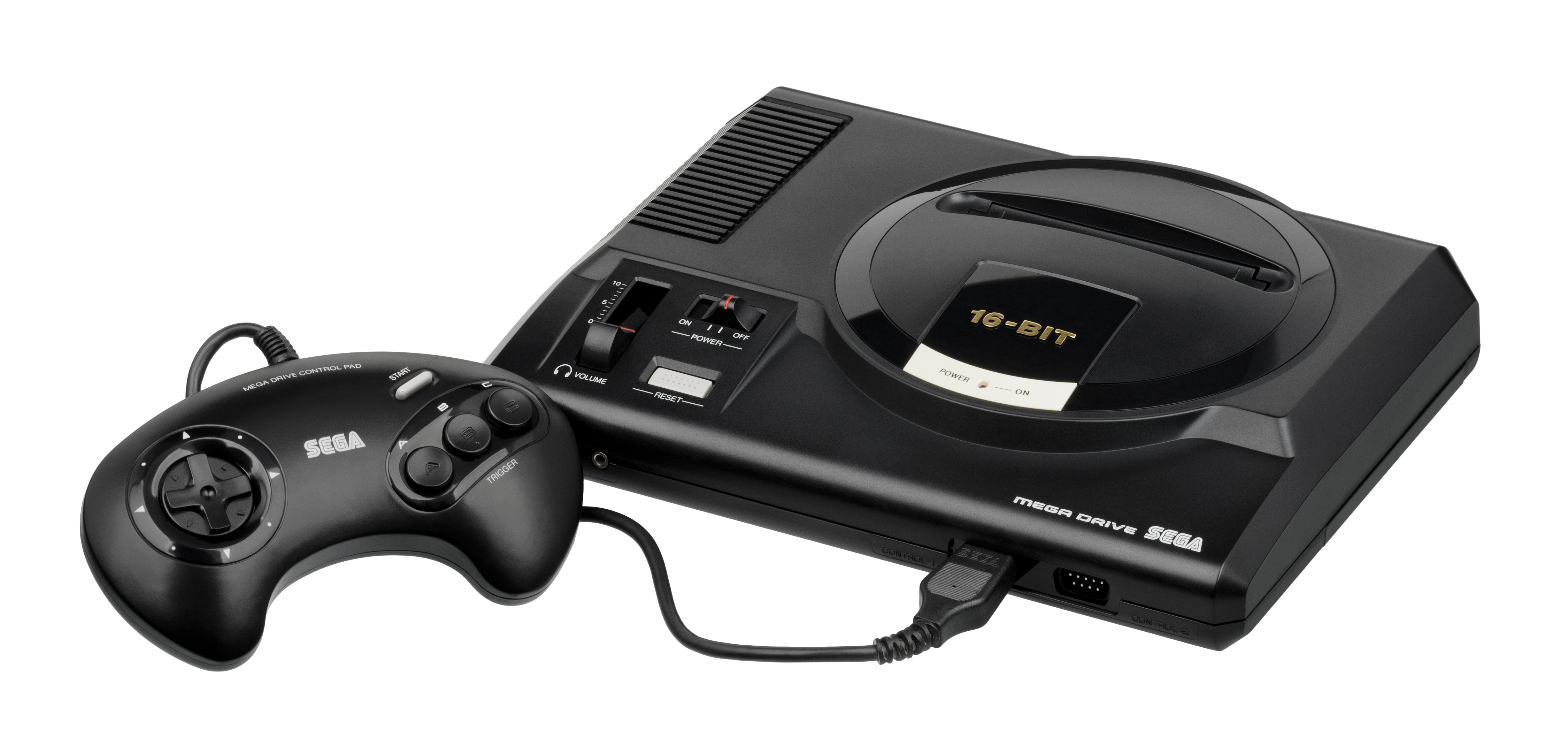
PAL版のオリジナル

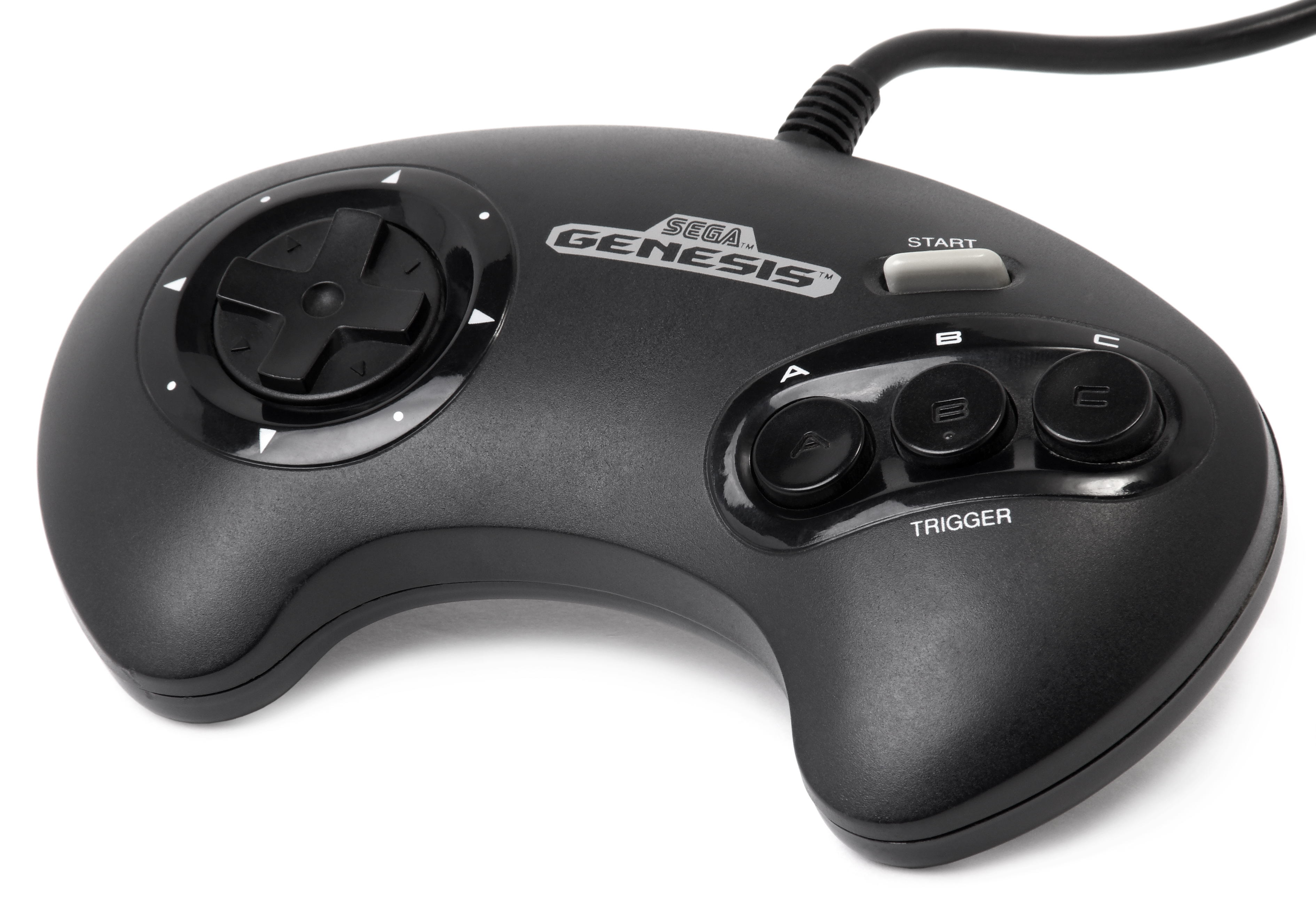
3ボタン

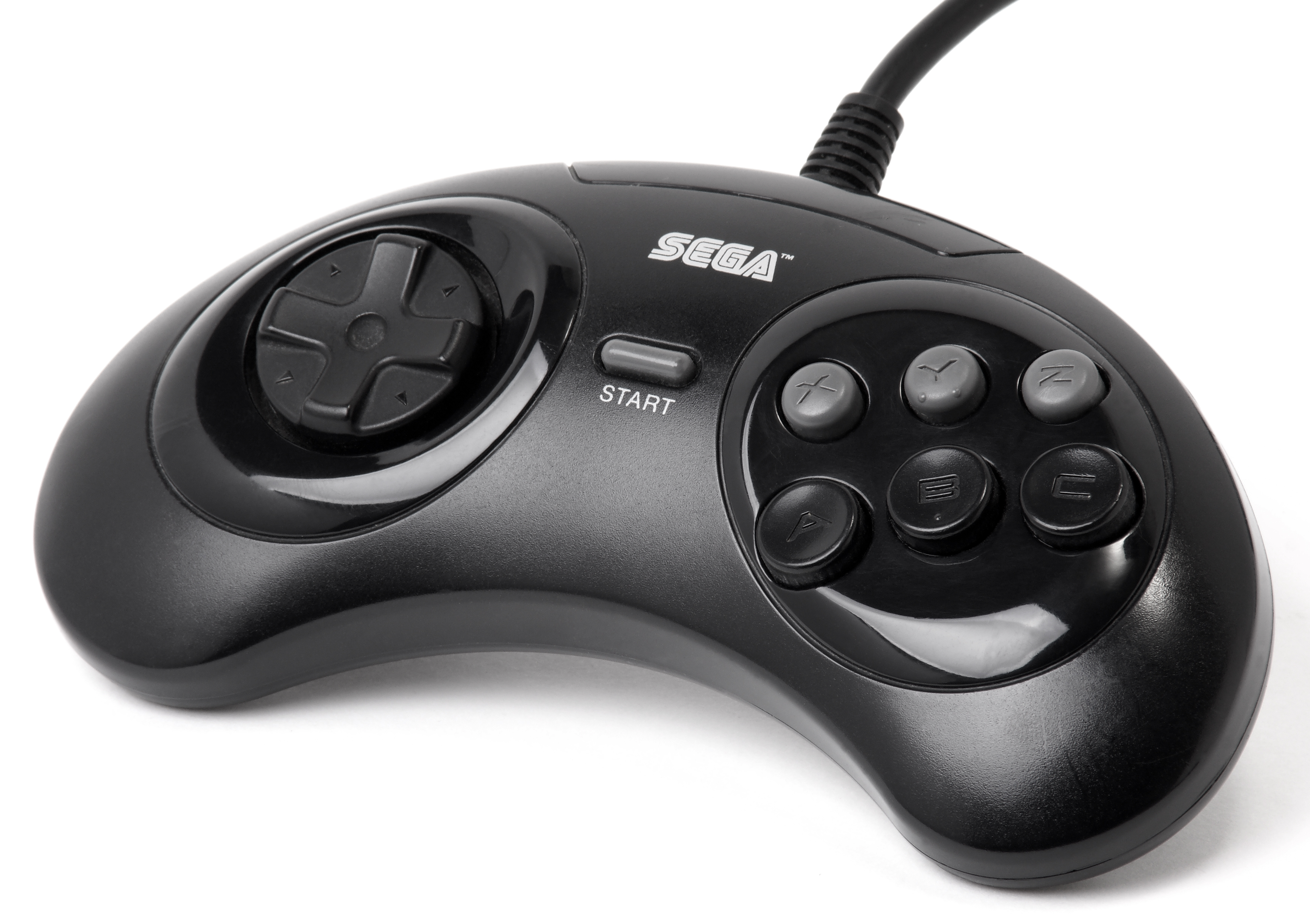
6ボタン

- 日本語版タイトルはカートリッジの形状が異なるためプレイできない。
- RFモジュレーターあり
- AVポートの仕様は日本版とほぼ同じ。
- カートリッジロック無し。
- カートリッジ挿入口の後ろに"High Definition Graphics · Stereo Sound"の表記あり（初期モデルのみ）。
- リセットボタンとジョイパッドのスタートボタンは白。
- 型番が1600-XXは拡張ポートあり、1601-XXは拡張ポートなし
- フランスにはPALの代わりにSECAMが使用するから特別なモデルがある。RFモジュレーターがなし、SCARTコネコタ仕様となったり、映像出力はRGBになる。

#### ブラジル
- 60HzのPALに変更。
- 英語設定。
- リージョンロックがあるため日本語版およびヨーロッパ版のゲームはプレイできない。なお、プレイできるようにするアダプターが販売されていた。
- カートリッジロック無し。
- 玩具メーカーのTectoyが製造販売。
- 初期モデルのみ、カートリッジ挿入口の後ろに"High Definition Graphics · Stereo Sound"の表記あり。
- リセットボタンとジョイパッドのスタートボタンは白。
- 後期版はMEGA DRIVE IIの名称で発売されており、ロゴ以外はMD1と同じである。

#### アジア

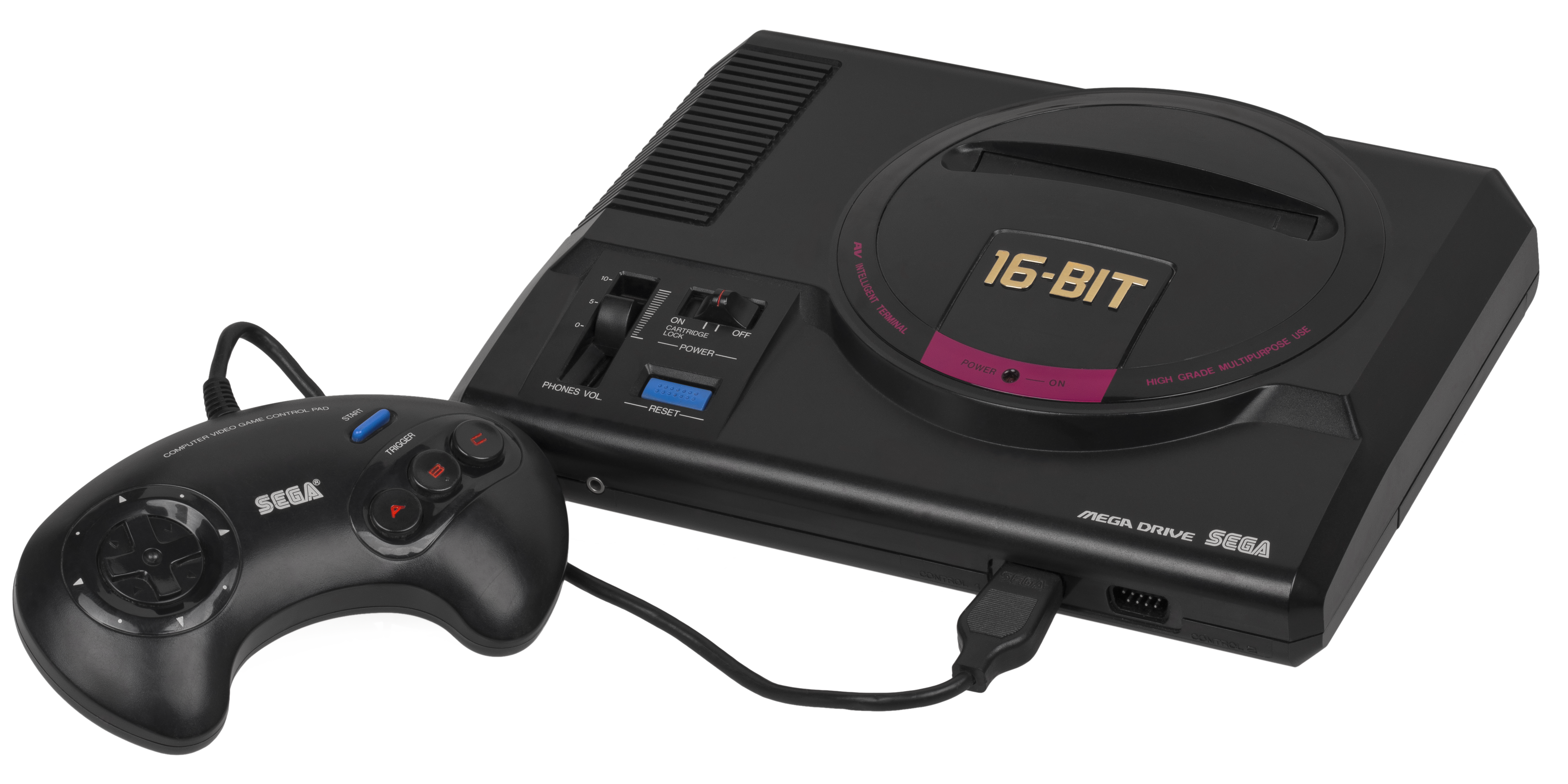
アジア向けPAL版のメガドライブ

このコンソールはアジア内のアジア圏外領地での利用を主として発売された。日本版と箱が同一である。
- PAL-IとPAL-Dのバージョンが存在。
- 見た目はアジアNTSCと同じで、スロットの円周部の文字が削除された物も同様に存在。
- ゲームソフトのパッケージやラベルはヨーロッパ版と同じ。カートリッジの形状は日本版と同じ。
- NTSC版とPAL版のソフトは外箱に張られているシールで判断できる。

### Sega Genesis（北米）
- ヘッドフォンジャックあり。
- A/V出力端子。
- 初期モデルのみ9-pin拡張端子搭載。

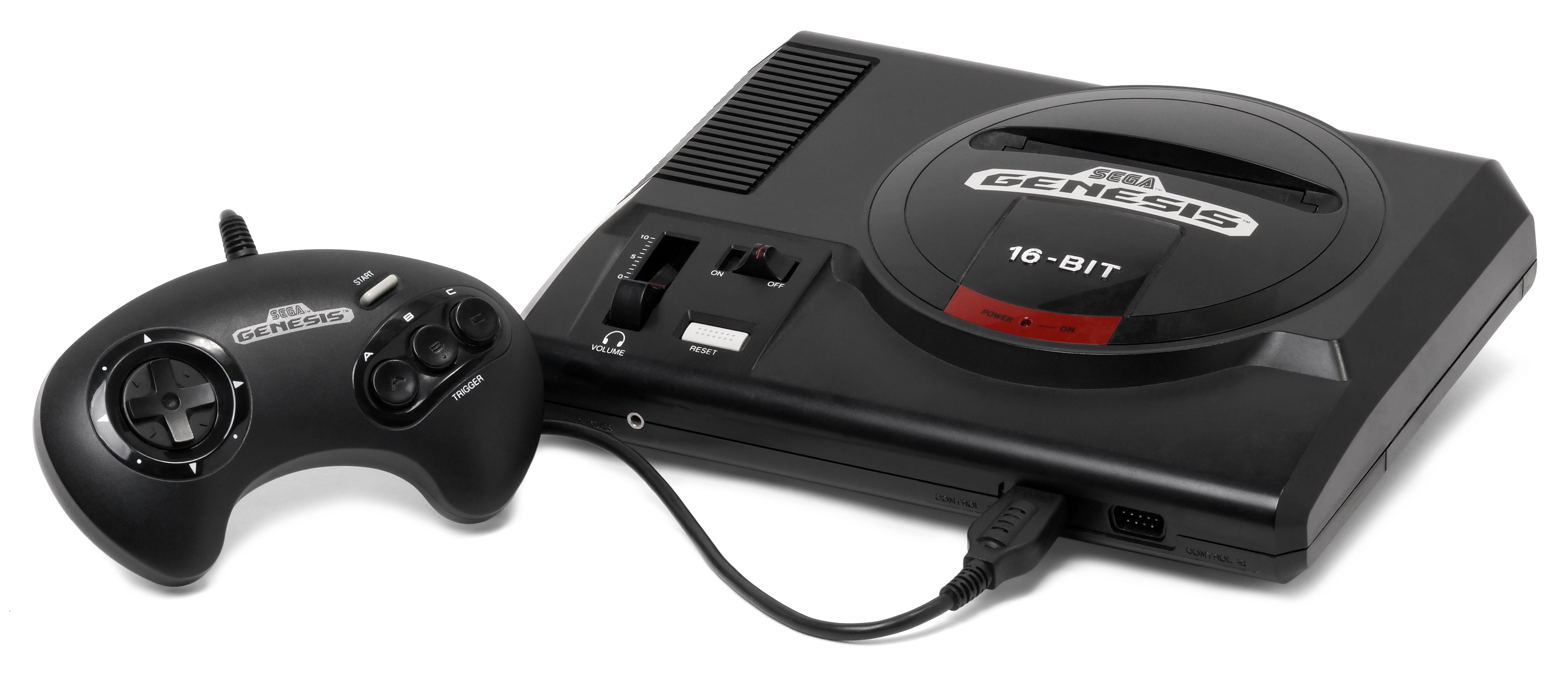
Sega Genesis

- リセットボタンとスタートボタンは白くなっている。
- カートリッジスロットの下に白文字で"Sega Genesis"の表記。
- モデルナンバーMK-1601は日本で製造された。後に台湾で廉価版が製造された。

### Samsung Super Gam*Boy（수퍼겜보이、韓国）
- サムスン電子が公式にライセンスを受けて製造した韓国版。

## 第2弾

### セガ・メガドライブ2

#### 日本
- 四角型新筐体
- ヘッドフォンジャックなし。

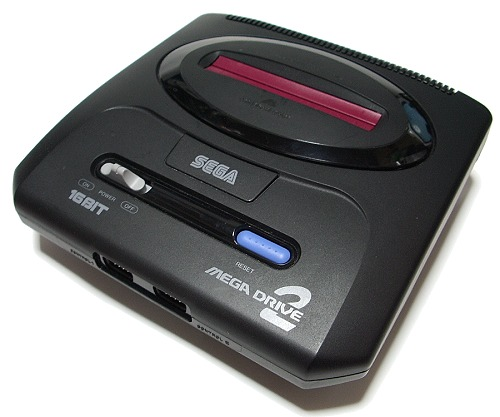
日本版メガドライブ2

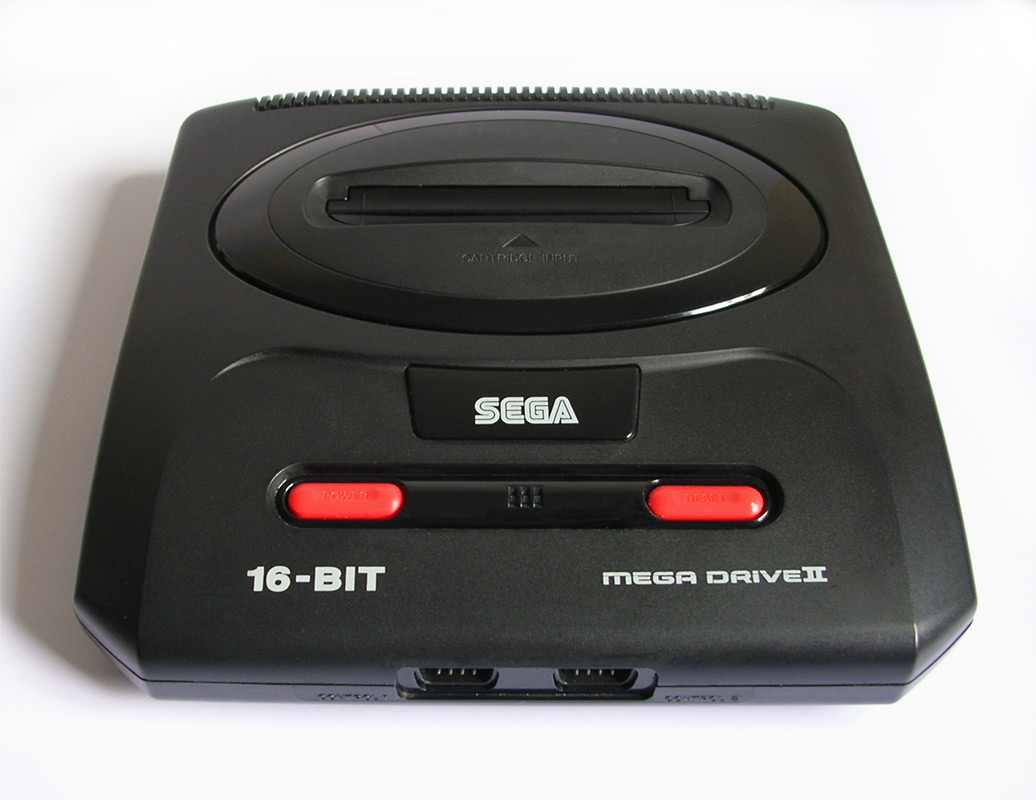
PAL版メガドライブII

- 映像とステレオ音声を出力できるミニDin9ピンのマルチ出力ポート
- カートリッジポートに赤いフタ
- カートリッジスロットの後ろに"High Grade Multi Purpose Intelligent Terminal"の表記。
- 6ボタンコントローラー同梱
- 電源ランプ無し
- 日本以外のアジア圏（NTSC規格でテレビ放送をしていた国群）でも、この日本と同じ機種がベースとなってリリースされた。

#### PAL圏
- 四角型新筐体
- ヘッドフォンジャックなし
- 映像とステレオ音声を出力できるミニDin9ピンのマルチAV出力ポート
- 押しボタン式電源ボタン
- 小型電源端子と分離型ACアダプタ
- RFモジュレータ無し
- 電源ボタンとリセットボタンの間に赤い電源LEDランプ搭載。
- 自動RFスイッチボックス付属。
- モデルナンバーはMK-1631-50

#### ブラジル
メガドライブIIの名称を初代メガドライブで使っていたため、MEGA DRIVE IIIの名称で発売された。
- Tectoyが製造販売。
- SEGA CD、Mega 32Xとの接続できるバージョンとSEGA CD、Mega 32Xとの拡張端子やSVPチップを装備した「バーチャレーシング」との接続機能を全て取り外したバージョンがそれぞれ発売された。
- SUPER MEGA DRIVE III(10/30 SUPER JOGOS)といったソフトの内蔵されたバリエーションがあった。

#### アジア
- 緑色の英語表記の箱で発売された、日本版と見た目は同じPAL版が存在。
- 日本版と箱まで非常に良く似たPAL版も存在する。

### Sega Genesis（北米第2弾モデル）
公式名は"Genesis 2"ではない。
- 四角型新筐体
- ヘッドフォンジャックなし

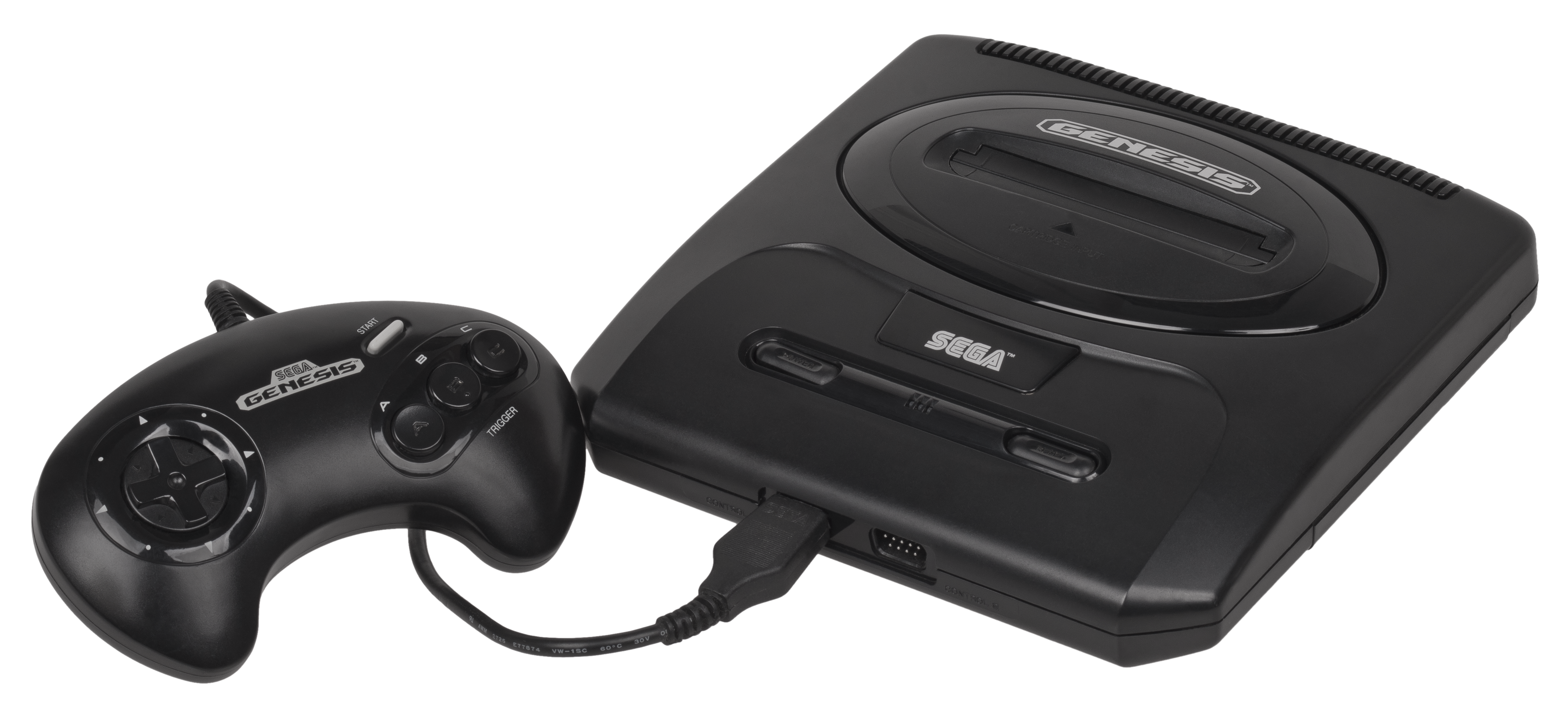
Sega Genesis (セカンドモデル) スーパー32Xを接続するための電磁シールド板が付属（日本国内の本体では不要）。

- 映像とサウンドを出力できる独自規格のマルチAV出力ポート
- 電源ボタンとリセットボタンの間に赤い電源LEDランプ搭載。
- カートリッジスロット上部に四角い"Genesis"のロゴ。
- モデルナンバーはMK-1631

### Samsung Super Aladdin Boy（수퍼알라딘보이からの翻字 韓国）
- 公式にライセンスされたセガ・メガドライブ2の韓国版で、サムスン電子より販売。
- 電源ボタンとリセットボタンは欧州版やジェネシスモデル2と同様（それぞれの色は日本のメガドライブ2と同じ）。また、カートリッジスロット近くの表記が韓国語である。

## 第3弾

### Sega Genesis 3（北米）

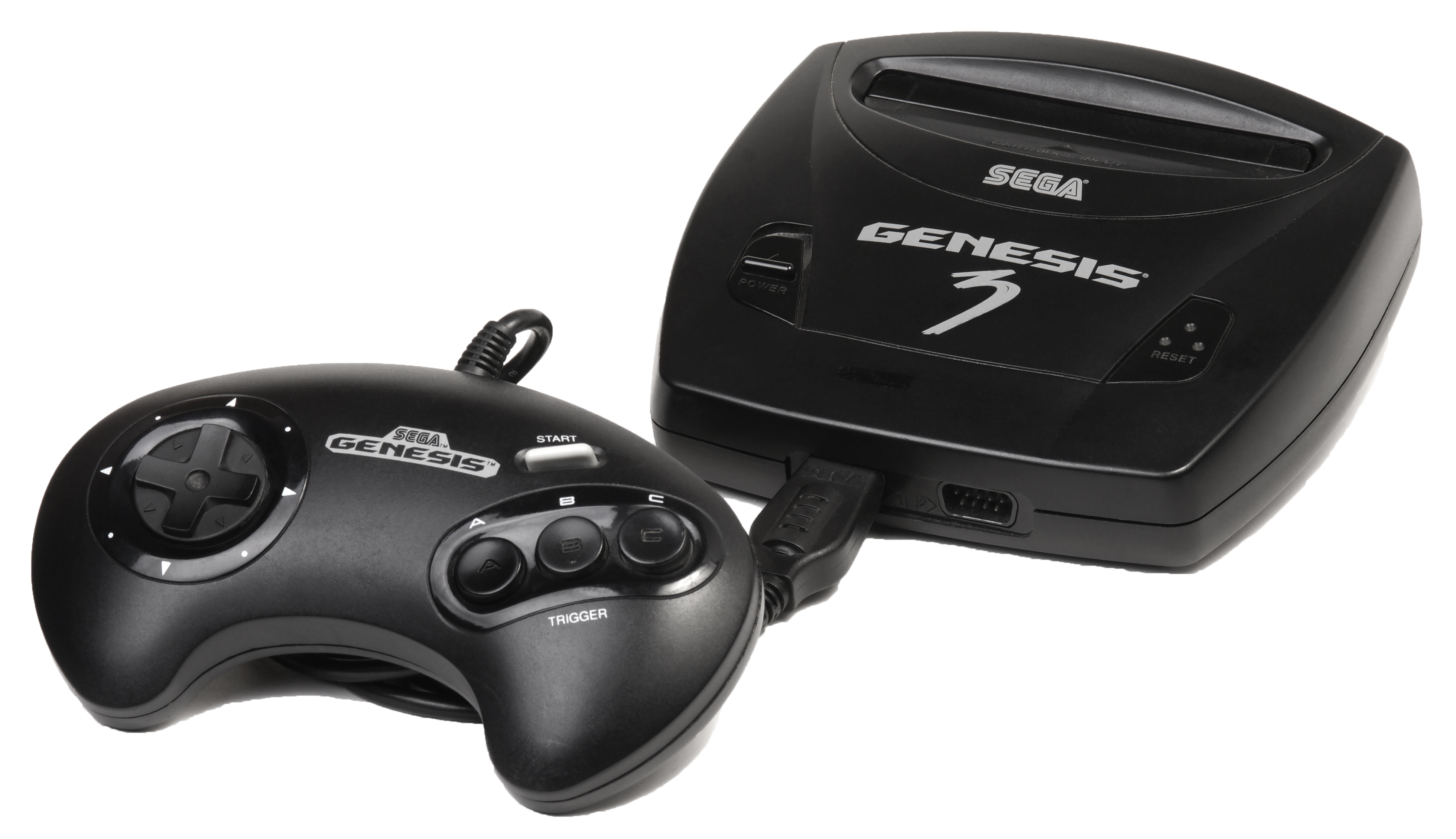
Sega Genesis 3

1997年に廉価版として発表され、マジェスコ・エンターテインメントが製造した。コストダウンのために拡張ポート及びその関連回路が削除されたため、メガCD、スーパー32X、Power Base Converter、『バーチャレーシング』と互換性がない。またメモリコントローラーの不具合を修正した結果、この不具合を利用したDisney's Gargoylesのような一部のゲームとも互換性がない。
1998年に北米でのみ販売された。当初の小売価格は$50で、後に$19.99まで値下がりした。
- 小型の四角形
- 拡張ポート無し
- ヘッドフォンジャック無し
- 電源ランプはないが、電源スイッチの裏に赤い印があり、電源を入れると現れるようになっている。
- 映像と音声のマルチ出力ポートを搭載。Genesis 2のステレオA/Vケーブルとの互換性を保つためピン配列を合わせたが、ステレオサウンド端子の互換性はない[2]。
- Sega CD、Genesis 32X、Power Base Converterとの互換性はない。
- カートリッジスロット下部に"Sega Genesis 3"の表記
- モデルナンバーはMK-1641。
- チートツールGame Genieは利用不可。
- カートリッジ形状が日本版と同じであるため日本版のソフトを自由に挿入できる。ソフト的には元々ロックをかけていなかったため、コンバーターを使ったり改造したりすることなく日本版のソフトをプレイ可能。

## 派生機

### ワンダーメガ/X'eye

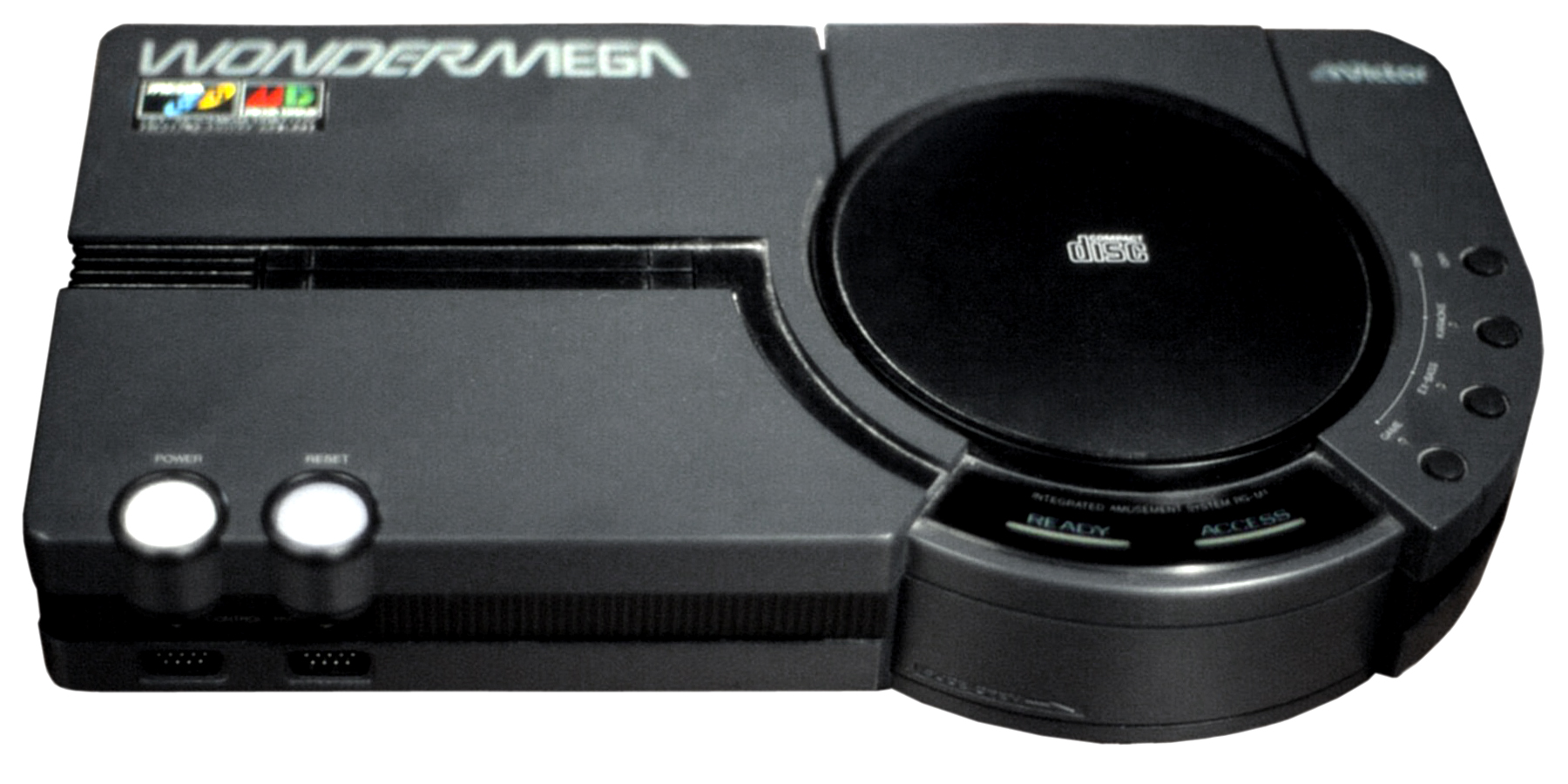
ワンダーメガ

メガドライブとメガCD一体となったゲーム機であり、1992年4月1日に日本ビクター（現・JVCケンウッド）から発売された後、1992年4月24日にはセガから発売された。欧州、南米では未発売。
マイク端子やMIDIポートが実装され、カラオケ機能が付属する。またMIDI機器に接続して楽曲を作成できる周辺機器"Wonder CD"に対応し、楽曲の作成やキーボード演奏の練習が出来る"Piano Player"という鍵盤機器にも対応する。さらにCompton's Interactive Encyclopedia(コンプトンのインタラクティブ百科事典)、Prize Fighter、CD+Gのカラオケが付属するバージョンがあったほか、日本ではCore Designが開発したWonder Dogというゲームの体験版が付属したロットもあった。また1992年度のグッドデザイン賞を受賞した。
日本ビクターが発売したバージョンにはCD-ROMソフト『ワンダーメガコレクション』（ WONDERMEGA COLLECTION ）が付属した。内容は「ゲームガーデン」（ Game Garden ）と題し、『フリッキー』・『ピラミッドマジック 総集編』・『パドルファイター』のメガCD移植版（これらの詳細はゲームのかんづめなどを参照）およびメガCDソフト『クイズスクランブルスペシャル』のコンパクト版『クイズスクランブル』が遊べるオムニバスゲーム集と、CD-Gを使ったCDカラオケの体験版（4曲収録: 愛は勝つ・あなたに会えてよかった・ラブ・ストーリーは突然に・SAY YES）を収録する。
このワンダーメガコレクションは2022年10月27日、セガがリリースする復刻系テレビゲーム機「メガドライブ ミニ2」に、CDカラオケを省きゲームのみを遊べる状態で、約50作のゲーム群の一つとして収録される。他のゲームと違い「ゲーム機に付属する非売品ゲーム」という特殊な本作が収録された背景としては、2019年に発売されたメガドライブ ミニに収録された『ゲームのかんづめ お徳用』に『ピラミッドマジック 1』が収録されたが、続きを遊びたいという声がユーザーから多数あり、続きを遊べる同・総集編を収録するため様々な案を考え、『ワンダーメガ』の思い出を入れたかった開発者の思いがあった。

### ワンダーメガ2

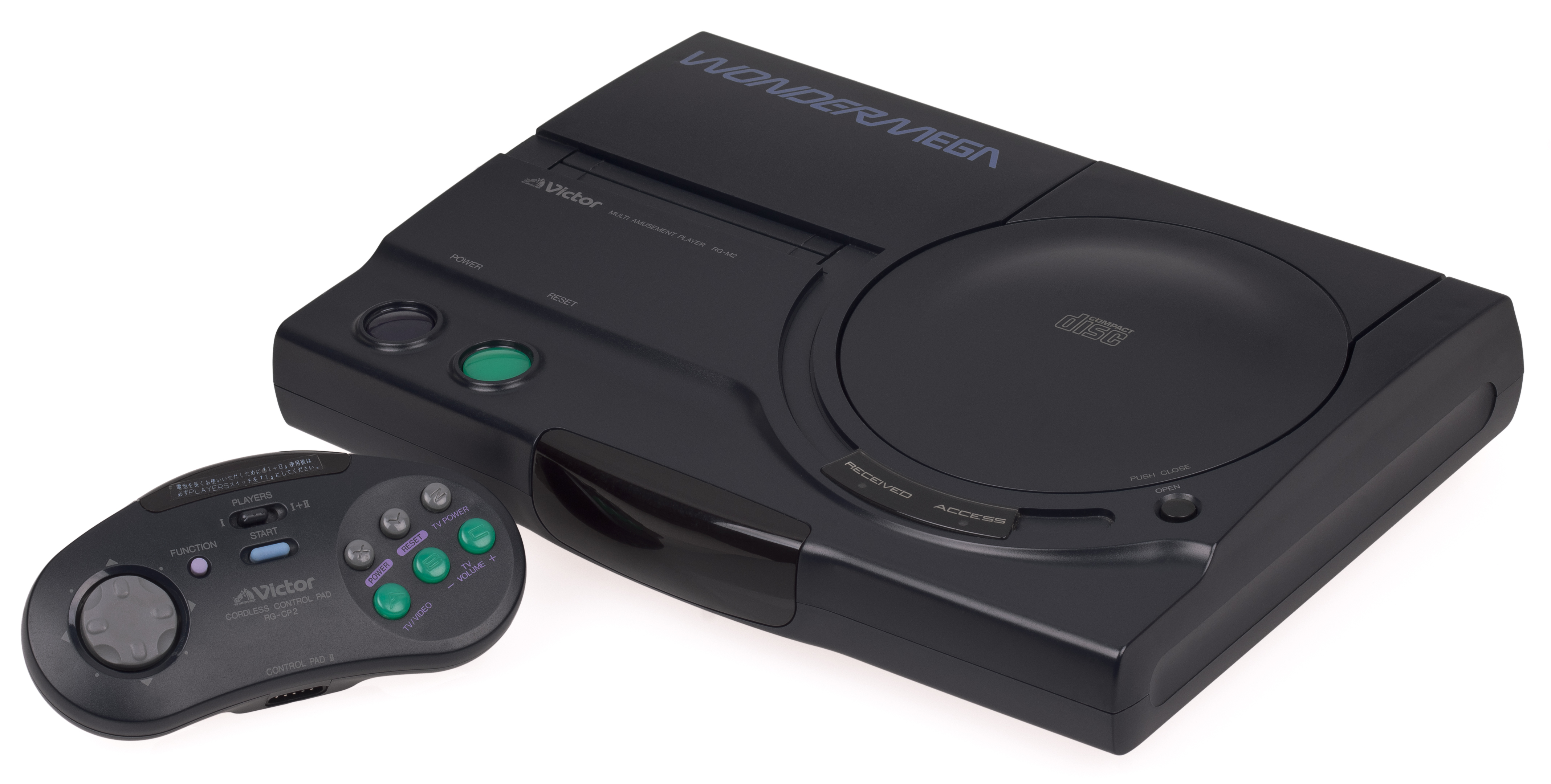
ワンダーメガ 2

1993年7月2日発売された機種で、ワンダーメガの廉価版に当たる。北米ではX'eyeの名称で発売。
- ワンダーメガM2[3](59,800円)では丸く柔らかい感じにデザインが改められた。MIDIポートなど一部の拡張機能が削除され、ジョイパッドは赤外線による無線タイプになった[3]。
- スーパー32Xと接続する場合、日本ビクターにてワンダーメガ本体の蓋を取り換える改造の必要があった、またスーパー32X自体にも改造が必要。
- X'eyeはコントローラーが有線になったのでワンダーメガMG-2のフロント部分にコントローラ接続端子がある。
- ワンダーメガに引き続きS端子出力がある。X'eyeにも存在するが後期型になると廃止された。

### セガ・マルチメガ/CDX

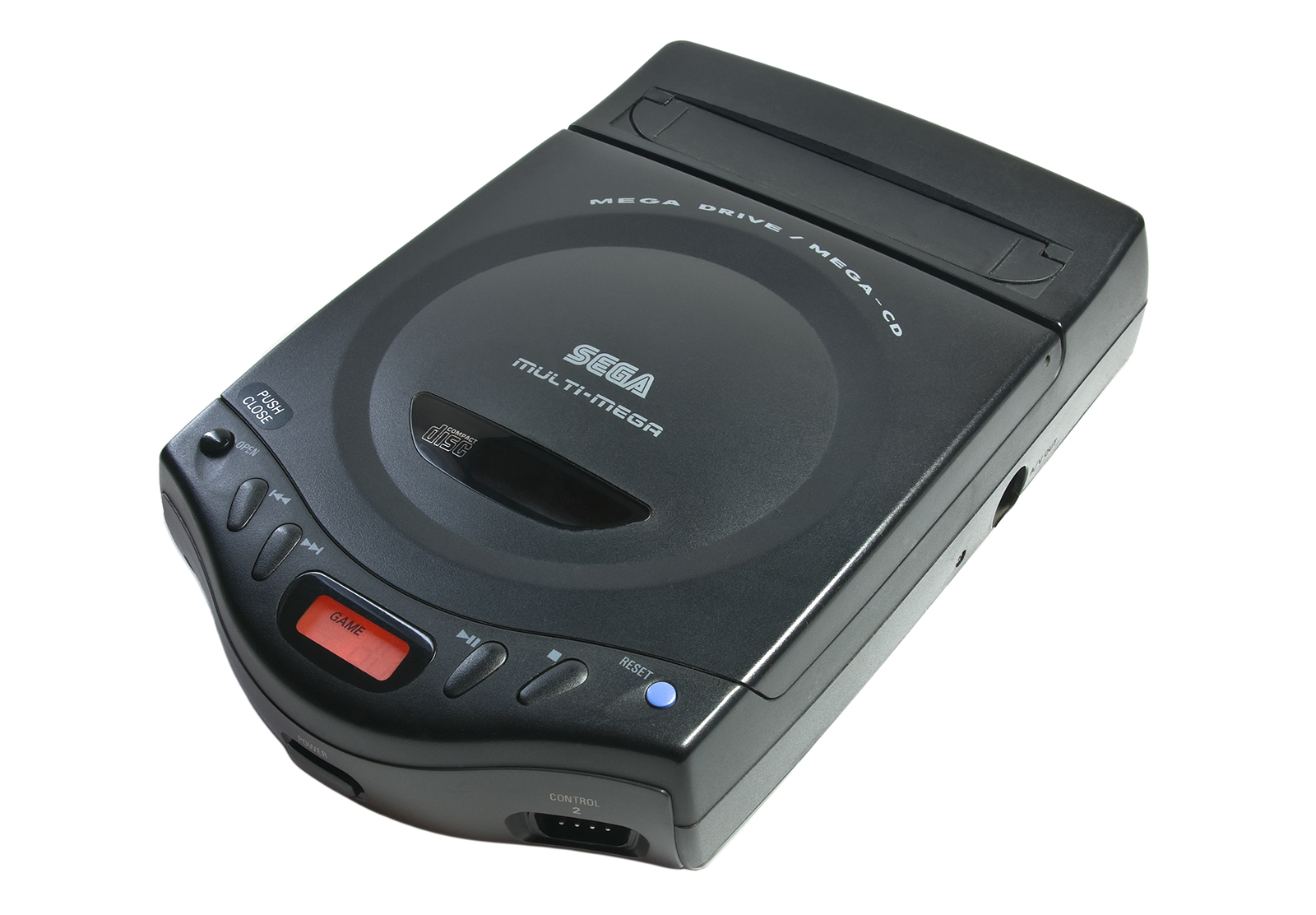
Sega Multi Mega (1994)

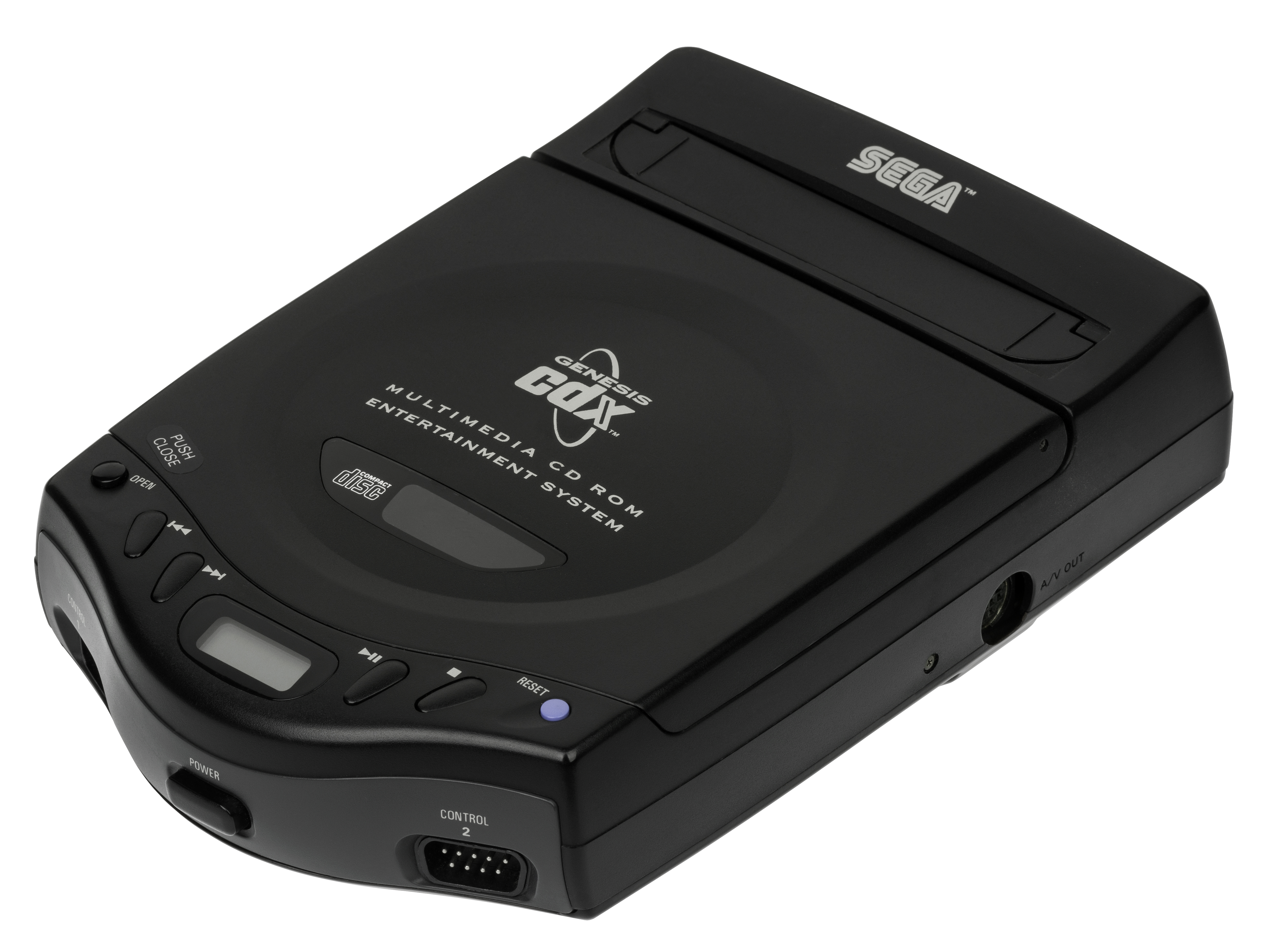
CDX

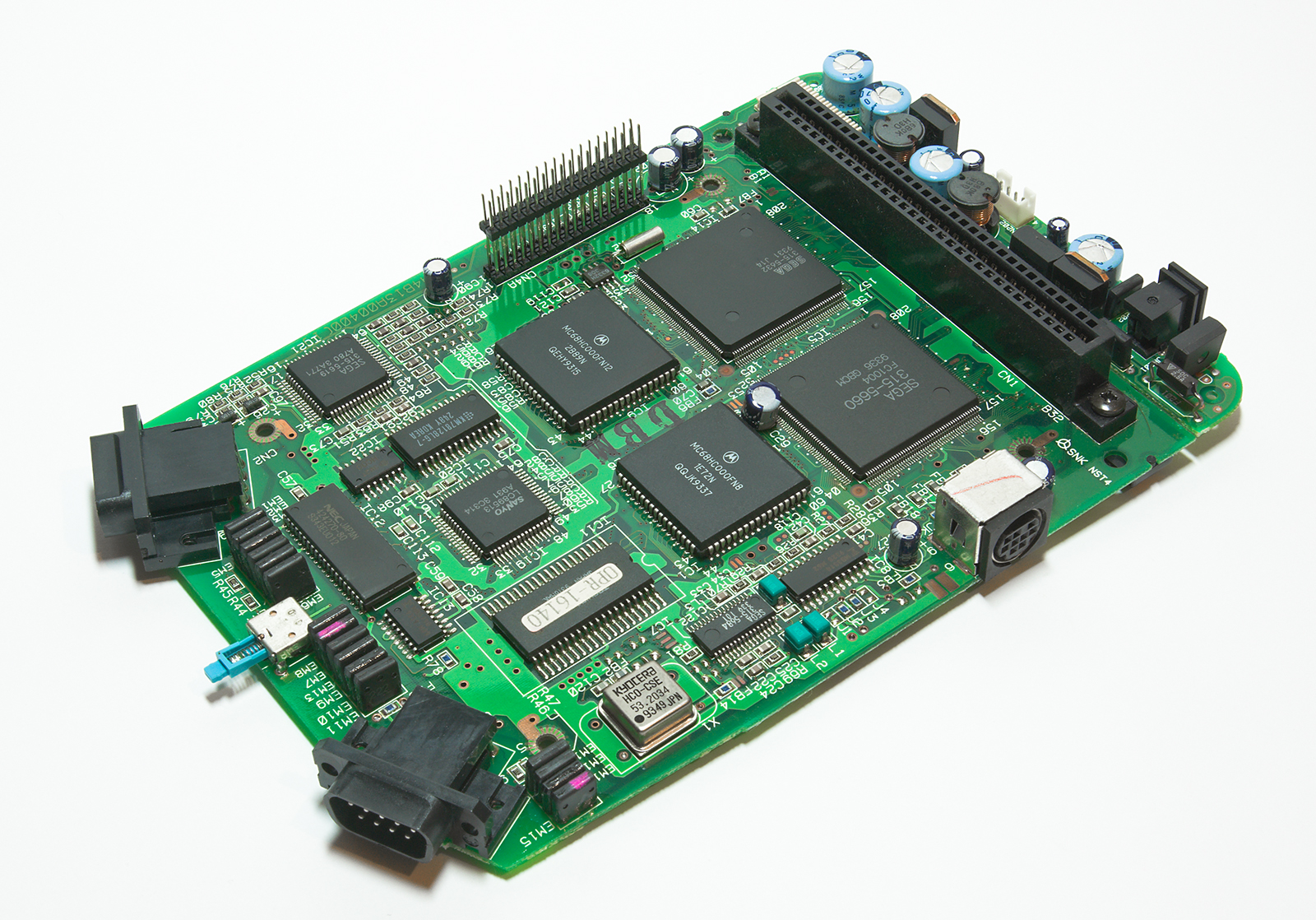
マルチメガ メイン基板

ポータブルCDプレーヤーとしても使えるメガドライブ（Genesis）とメガCD（Sega CD）の一体型ゲーム機。南米ではセガ・マルチメガ（Multi Mega CDX）、北米ではSega CDXの名称。イギリスでは￡350で販売された。
- ゲームのプレイはACアダプタが必須だが、CDプレーヤーの機能を備えており、CDプレーヤーとして利用する場合のみ、背面に備えた電池ボックスに単3形乾電池2本を挿すことにより、実質的にポータブルCDプレーヤーとしても利用出来る。アルカリ電池を使用したときの動作時間は3時間程度。CDの制御ボタンはコンソールの前面に配置。バックライト付きLCDに曲番号が表示される。ステレオに接続するための出力端子がある。
- 南米ではTectoyから発売された。
- 日本国内ではリンガフォンの教材「LINGUAPHONE EDUCATION GEAR」としてアジアNTSC版マルチメガをセガからOEMの形で供給されていただけで、マルチメガ自体の一般販売はなされなかった[7]。
- スーパー32Xを無改造のままで装着可能。

### メガジェット
日本航空の航空客室内でメガドライブのゲームを遊べるサービス用に開発され、1993年7月1日にファーストクラスおよびビジネスクラスの機内サービスとして貸し出された。画面や電源は搭載されておらず、客席の前に配置されている小さなモニタを使ってゲームを遊ぶ。本体は左側に方向キー、右側に6ボタンが配置され、ゲームコントローラーのような形状である。
当初は一般販売の予定はなかったが、家庭用版は1994年3月10日に販売された。モノラルサウンド出力ケーブルとACアダプタが同梱されている以外はJAL版と同じである。その他の追加や改善はなかった。また、アルパインから車載用にACアダプタではなくシガーソケットタイプのアダプタを付属させた亜種も販売された。

### ノーマッド

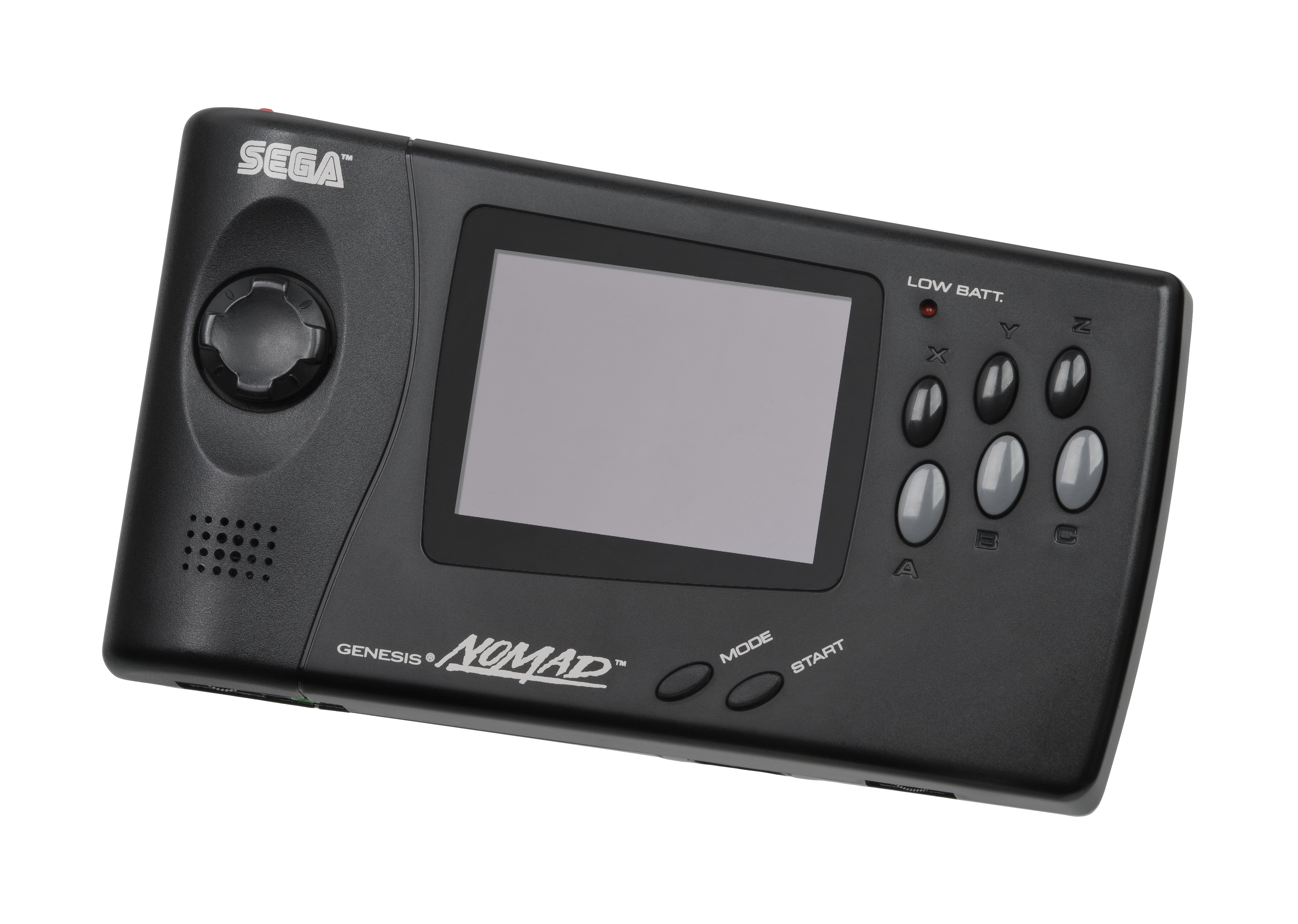
Sega Genesis Nomad

1995年10月にセガが北米用として販売。3.25インチのLCDディスプレイを搭載し、本体背面に添付できるバッテリーパック、6本の単三電池バッテリーパックを電源として用い、単体でポータブルゲーム機として使用可能。また、本体上部にA/V出力プラグがあり、据え置き型と同じようにテレビに接続してゲームをプレイできる。TVに接続している間もノーマッド本体のディスプレイを利用できる。本体のパッドは1プレイヤーが操作する。2プレイヤー用のコントローラーを接続するためのポートが本体下部にある。
32XとメガCD、GenesisでマスターシステムのゲームをプレイするためのPower Base Converterは利用できない。バッテリー寿命も大きな問題で、6本の単三電池が2時間で消耗した。

### パイオニア・NECレーザーアクティブ用メガドライブモジュール

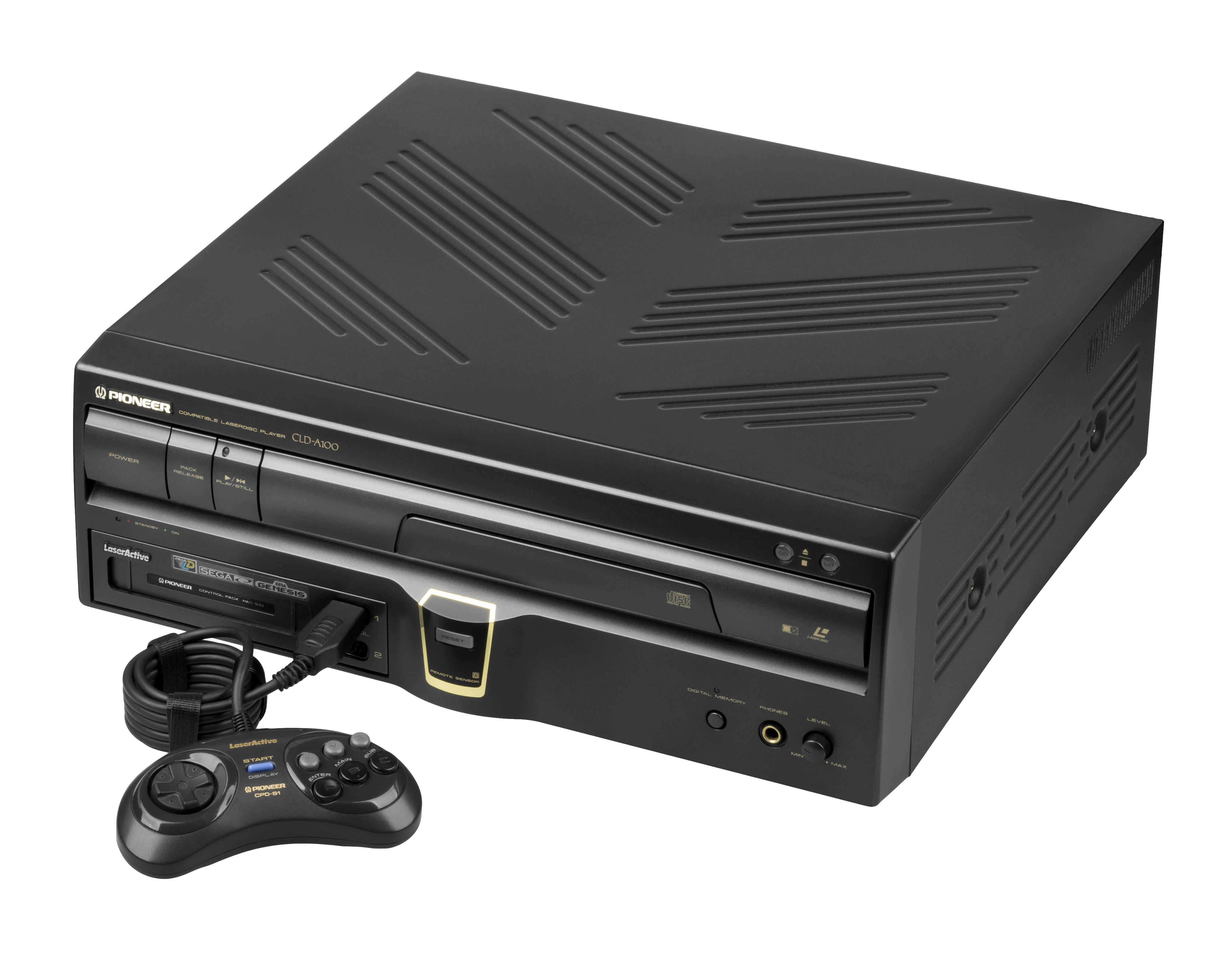
レーザーアクティブ（北米版）

パイオニアおよびNECホームエレクトロニクスのレーザーディスクプレイヤー「レーザーアクティブ（LaserActive）」（パイオニア製型番：CLD-A100、NEC製型番：PCE-LD1）に接続して使用する。単体での使用は出来ない。
レーザーディスクはテレビ放送並みのフルモーションビデオやサラウンドサウンドを記録でき、レーザーアクティブに接続する事で、メガドライブ用やメガCD用のゲームのほか、専用に作られたメガLD用ゲームをプレイできる。コントローラーはメガドライブ用のほか、PCエンジン用の物も使用可能。なお、逆に、レーザーアクティブ用PCエンジンモジュールにメガドライブ用コントローラーを使う事も出来る。

### テラドライブ

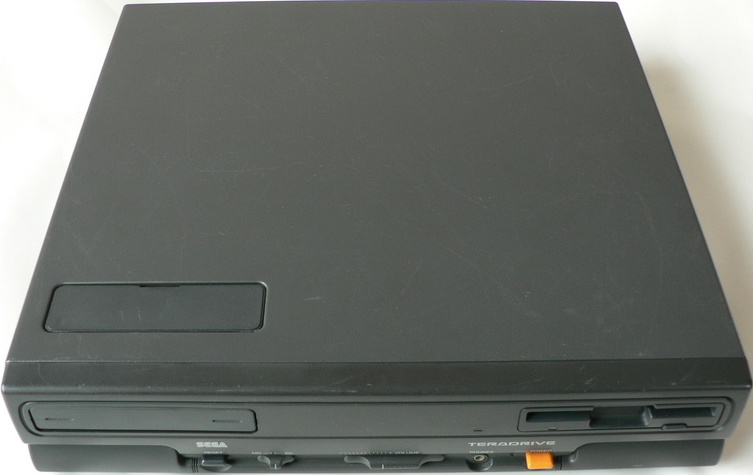
テラドライブ

テラドライブはIBMが製造した80286を搭載するPCであり、メガドライブが統合されていた。日本でのみ販売。¥148,000から¥248,000までの3つのモデルが販売された。HDDを搭載していたのはハイエンドモデルのみ。メガドライブが出力する15 kHzのRGBとPCが出力する31kHzのVGAの両方の信号に対応できる別売りの専用モニタがある。またTVに接続するためのビデオケーブル(コンポジット端子およびRCAステレオサウンド)を接続できる。
メガドライブはPCを利用中でも平行して使用可能であり、Puzzle Constructionで見られるように、メガドライブとPCはお互いに通信可能である。これによりメガドライブのソフトをPCのRAMから起動することができる。
テラドライブのテラは、メガドライブとテラ（1テラ=1メガ*1メガ）を掛け合わせたかばん語である。

### アムストラッド・メガPC

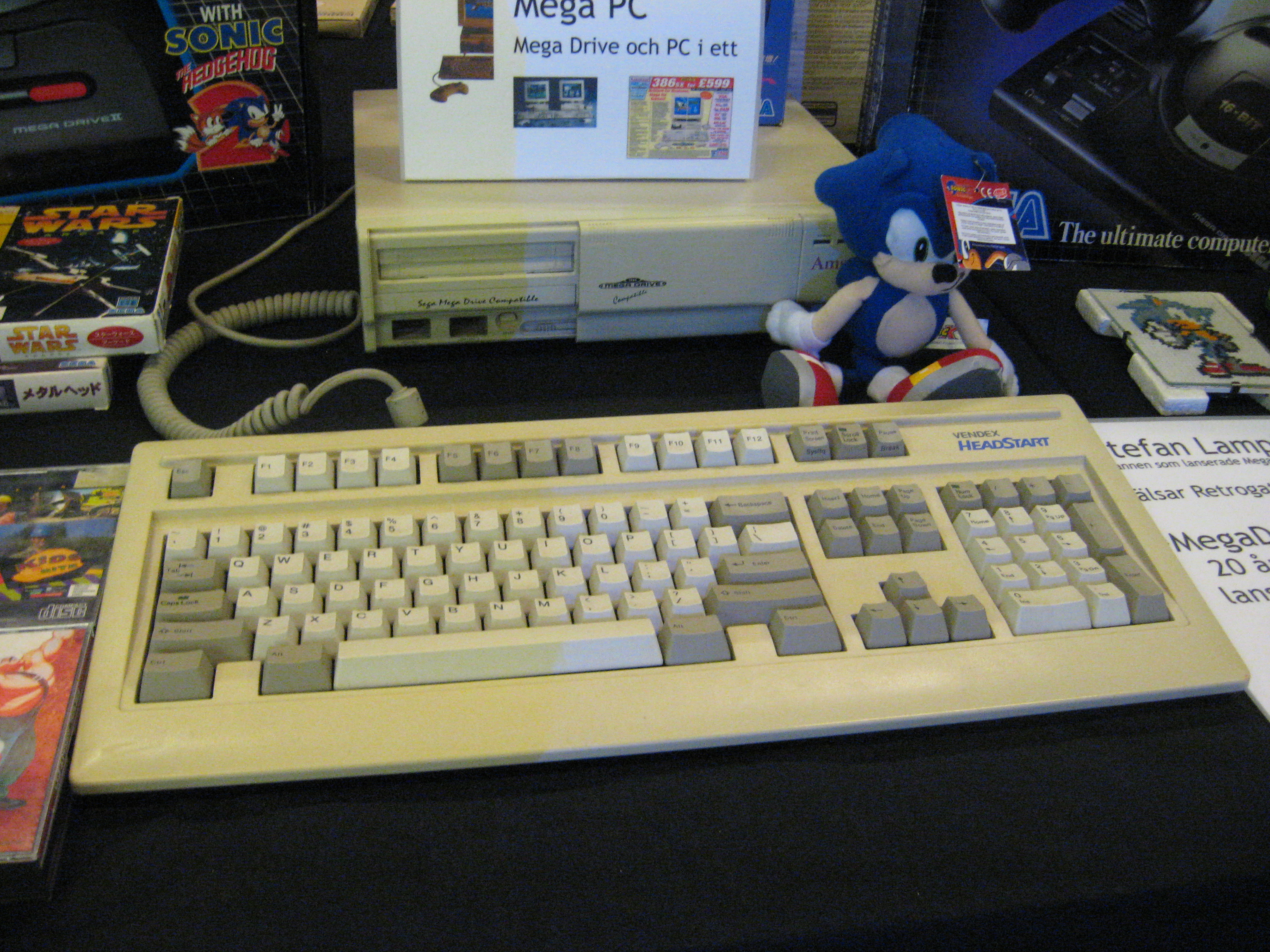
メガPC

Mega PCはアムストラッドがセガのライセンスを受けて開発したメガドライブとPC/AT互換機を統合したシステムである。メガPCはテラドライブとコンセプト的に近いが、全く無関係のプロジェクトである。
- PC側は25MHzで動作するIntel i386SXを搭載。1MBのRAMと40MBのHDDを搭載。
- 1992-1993年頃にヨーロッパとオーストラリアで発売。
- クリーム色で、メガドライブモードとPCモードを切り替えるためのスライドカバーが前面にある。
- メガドライブの映像と音声はVGAコネクタからのみ出力可能で、15 kHzと31 kHzの両方に対応したモニタに出力される。
- 電源を投入している間、PC側は常に稼働状態になるが、ビデオ出力が1つしかないためメガドライブ側はPCソフトと同時に利用できない。
- メガCDはアムストラッドのみが販売していた専用のコネクタを使うことにより利用可能。
- メガドライブのハードウェアの大半は1枚の8bit ISAカードに搭載されている。このカードにはAdLib互換のサウンド機能が搭載された。
- メガプラスはメガPCの上位機種。33MHzで動作するIntel i486と4MBのRAMを搭載。
- メガPCはアダプタなしで日本やアメリカといった輸入盤のカートリッジをプレイできる。

### アイワ・CSD-GM1
筐体はCDラジカセとメガドライブ機能を持つドックの2つのコンポーネントで構成される。背面でケーブルを接続する。CD再生機能とゲーム機能との同時使用はできない。

### HEARTBEAT・PERSONAL TRAINER
専用の周辺機器とそれに対応したOutback Joeyというソフトを同梱したGENESIS互換機。他に無い形状をしており、専用周辺機器が使える以外は通常のGENESISと同じ仕様であるが拡張ポートは削除された。

### Mega-Tech
Sega Mega-Techはアーケード筐体で、8本のメガドライブまたはマスターシステムのゲームを搭載。ゲームは交換可能。
- サンダーフォース II、獣王記、テトリス、北斗の拳、スペースハリアー II、ゴールデンアックスといった当時のヒットタイトルと共に1989年にリリース。
- ゲームはいつでも交換可能であり、ソニック・ザ・ヘッジホッグのようなタイトルが後に追加された。ゲームは家庭用とまったく同じものであり、裏技もすべて利用できる。
- ゲームカートリッジのケースは日本版メガドライブと同じだが重量はやや重い。銀色と赤色のラベルが貼られ、"Mega-Tech"とだけ印字される。セカンドモニターのための追加情報が含まれていたり、カートリッジの接続端子が長さやピンアサインなどで異なっているため、通常のメガドライブ/Genesisとは互換性がない。
- 9インチの小さなセカンドモニターが筐体の上部に配置される。各ゲームの操作説明が表示されるほか、コントロールパネルのボタンで他のゲームにいつでも変更できるようにするためにゲームのリストが表示される。
- ユーザーはお金を投入すると一定時間ゲームをプレイできる。時間切れが近づくとスクリーンが緑色にフラッシュして時間延長のための追加料金が必要であることをユーザーに知らせる。

### Mega Play
Sega Mega-PlayもMega-Tech同様のアーケード機である。カートリッジスロットは4本のみであり、マスターシステムのゲームはプレイできない。カートリッジは日本版メガドライブに似ているが、家庭用のメガドライブやMega-Techとは互換性がない。

## ゲーム内蔵機
プラグ&プレイ型ゲーム機と呼ばれるハードウェアにゲームを内蔵する。ハードウェアによってはカートリッジを使用できるものもある。

### Tectoy Super Mega Drive 3（ブラジル）
1998年から2005年頃にブラジルでTecToyが販売。
- 全てのモデルがメガアダプタ系統の旧互換周辺機器に非対応。
- 43,60,71,81といった内蔵ソフトの異なる様々なバリエーションがあった。
- SUPER MEGA DRIVE 3の最終バージョンの81 SUPER JOGOSはカートリッジスロットが無い。

### Tectoy Mega Drive 3 with 86 games
2008年にブラジルでTecToyが販売。デザインが一新されており、カートリッジスロットがなく86本のゲームが内蔵される。コントローラーは楕円形でボタンは3つのみ。垂直に立てられるようにするプラスチックのスタンドが付属する。このコンソールはオリジナルのセガのハードから拡張されており、携帯電話と接続できるオリジナルゲームとしてエレクトロニック・アーツが開発した6つのゲーム（FIFA 08、Need for Speed: ProStreet、ザ・シムズ2、シムシティなど）が内蔵される。

### Tectoy Mega Drive 4
2009年8月にTec Toyが発売したニューバージョンでデザインが大幅に見直された。コントローラーはボタン毎に色の異なる6ボタン、新しいギターコントローラーも付属する。カートリッジスロットがなく、『ソニック3』や『ゴールデンアックス』をはじめとするメガドライブ作品に加え、『The Sims 2』のエレクトロニック・アーツ作品4作を含む合計87本のゲームが内蔵されている。そしてギターコントローラーでプレイするGuitar Heroの移植版であるGuitar Idolが新作として含まれている。
4Gamer.netの早苗月ハンバーグ食べ男は、本機種の収録作についてあえて定番を外しに行った印象を持ったと述べており、『バトルゴルファー唯』が収録されていると知ったときは膝を打ったとし、ナムコ等のサードパーティー作品が多い点やモバイル向け配信が終わってしまったエレクトロニック・アーツ作品が収録された点も喜ばしいと述べた。その一方で、早苗月は映像規格の違いに苦労したと振り返っている。

### Legends Sega Genesis
テレビに接続して楽しめるおもちゃのブランドであるPlay TVのラインナップ拡充を図っていた米国企業Radica Games Limitedによって発売。これは往年のGenesisジョイパッドにビデオケーブルを備えており、直接TVに差し込んで様々なゲームをプレイできるという構成になっている。カートリッジスロットを追加できるような形で1つのチップにメガドライブを凝縮したモデルもある。
2006年3月の時点で7つのモデルがある。
- Play TV Legends Sega Genesis — ソニック・ザ・ヘッジホッグ、獣王記、ゴールデンアックス、カメレオンキッド（Kid Chameleon）、ドクターエッグマンのミーンビーンマシーン、フリッキーを搭載。
- Play TV Legends Sega Genesis Volume 2 — ソニック・ザ・ヘッジホッグ2、エコー・ザ・ドルフィン（Ecco the Dolphin）、ゲイングランド、ジ・ウーズ、コラムス、アレックスキッド 天空魔城（Alex Kidd in the Enchanted Castle）を搭載。
- Play TV Legends Street Fighter 2 (2つの6ボタンパッドが付属) — ストリートファイターII ダッシュプラスと大魔界村を搭載。
- Play TV Legends Menacer (Menacer 6-game cartridgeから光線銃のゲームを移植）— Pest Control、Space Station Defender、Whack Ball、Front Line、Rockman's Zone、Ready, Aim Tomatoesを搭載。
- Play TV Legends Outrun 2019 — ハンドルコントローラー型。
- Play TV Legends Super Sonic Gold (ソニックのゲーム集) — ソニック・ザ・ヘッジホッグ、ソニック・ザ・ヘッジホッグ2、ソニック・スピンボール、ドクターエッグマンのミーンビーンマシーンを搭載。
- Arcade Legends Sensible Soccer Plus (イギリスのゲーム会社Sensible Softwareが開発したゲームを搭載。2つの3ボタンパッドが付属) — Sensible Soccer、Cannon Fodder、Mega Lo Maniaを搭載。

他国でも別メーカーから発売されており、日本国内では上記の一部がメガドライブ プレイTVシリーズとして発売されている。また類似品として独自のパッド形状で内蔵ソフトに変更があるものや2人プレイ可能な製品も存在する。

### メガドライブハンドヘルド

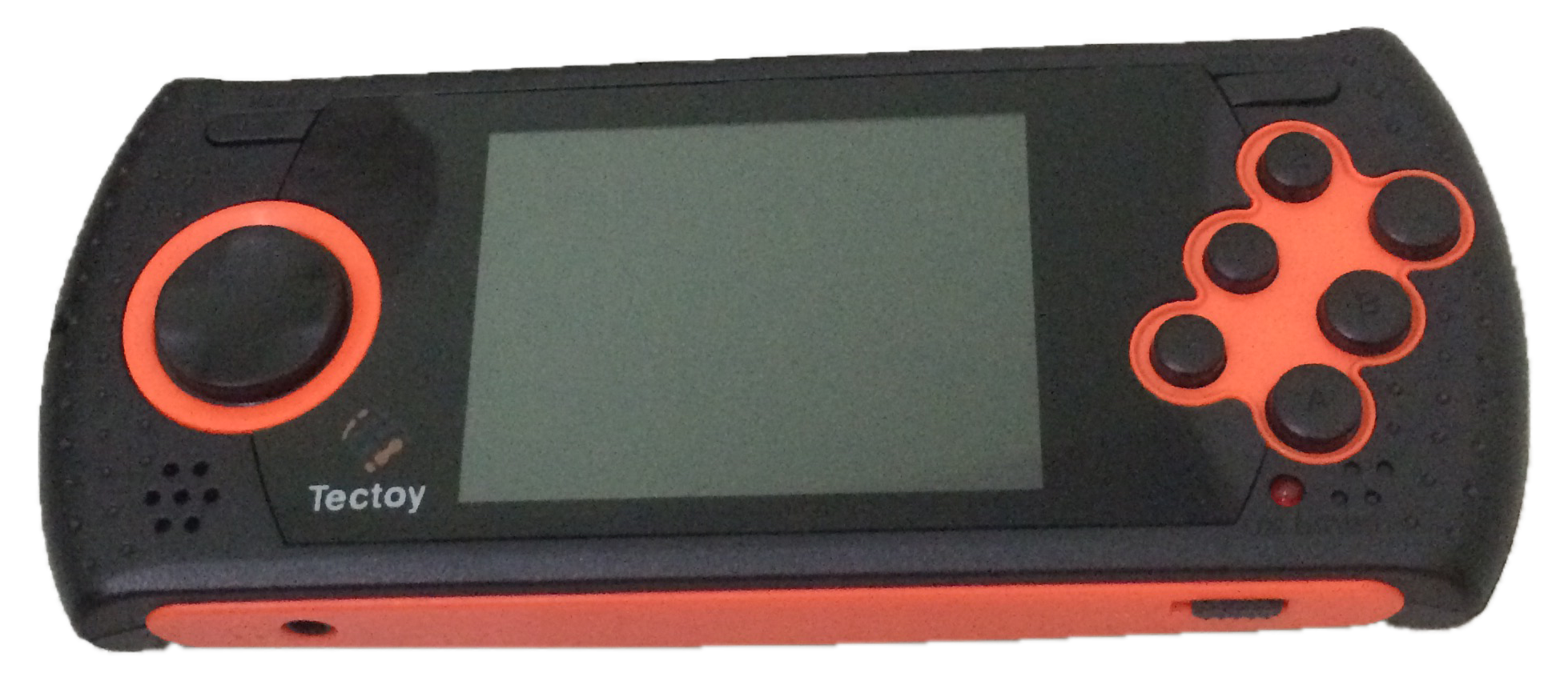
TecToy版メガドライブハンドヘルド

メガドライブハンドヘルドは20本のメガドラソフトを搭載した携帯ゲーム機である。2007年後半より、Blaze（ヨーロッパ）、TecToy（ブラジル）、AtGamesを初めとして、多くの会社から発売されている。
以下に示される20本の内蔵ソフトは全てセガから正式にライセンスされている。
- Alex Kidd in the Enchanted Castle
- エイリアンストーム
- 獣王記
- Arrow Flash
- コラムス III
- クラックダウン
- まじかるハットのぶっとびターボ！大冒険
- ドクターエッグマンのミーンビーンマシーン
- Ecco the Dolphin
- Ecco Jr.
- ESWAT
- フリッキー
- ゲイングランド
- ゴールデンアックス
- Jewel Master
- カメレオン キッド
- シャドー・ダンサー
- ザ・スーパー忍II
- ソニック&ナックルズ
- ソニック・スピンボール

本体のバージョンによっては『ザ・スーパー忍』や『ソニック・スピンボール』ではなく『ザ・スーパー忍II』や『リスター・ザ・シューティングスター』が搭載される。
ゲームは4つのメニュー画面から起動する。いずれのゲームも拡張や特典のない素の状態で提供されている。マルチプレイヤーの選択肢が残されたままになっているゲームもあるが、遊ぶことができるのは一人だけである。
メガドライブハンドヘルドにはバックライトカラースクリーン、ヘッドフォンジャック、AV出力、モノラルスピーカー、ボリューム調整つまみが搭載されている。オプションのAVコンポジットケーブルでテレビに接続できる。13.5×6.0×2.0 cmのサイズ、重量は110 g。2.5インチのカラーLCDを搭載し、ジョイパッドは3つボタン。3本の単四電池で動作しTV出力ケーブルも付属する。
メガドライブハンドヘルドは好意的に高く評価され、過去に販売されていたメガドライブのゲームをプレイできる携帯ゲーム機であるセガ・ノーマッドとは特に技術面で比較された。否定的な意見は内蔵ゲームの古さに関するものが大半だった。
ドイツのディスカウントストアなどでこれの亜種であるミレニアムメガドライブポータブルが販売されている。セーブ機能に対応していないため、収録タイトルの『ロックマンメガワールド』では致命的な問題が発生している。
後にメガドライブ ミニに同タイトルが収録されることで一応の解決が成された。

### FIRECORE ハードウェア
SEGA公認のエミュレーターで動作するメガドライブ/GENESISのハードウェア。互換性はあまり良くない。

#### FIRECOREポータブルプレーヤー
メガドライブハンドヘルドを6ボタンに変更したような見た目を持つ。やはり同じく20本の内蔵ソフトウェアを持つがSDカードスロットを搭載しており、そこに別売りのゲームデータ入りのカードを挿すことで内蔵していないゲームをプレイすることができる。当初は著作権保護データをダウンロード販売する予定だったが、現在に至るまで放置されている。ちなみに実際のところ保護されたデータでなくとも動作可能である。
- Tectoy MD-Play
- ATGAMES SEGA MEGA DRIVE FIRECORE PORTABLE PLAYER
- H&B SEGA MEGA DRIVE SM-4000 SD

### FIRECORE互換機
セガが認可した新しいメガドライブベースの互換機として発売された。カートリッジをそのまま利用できる。権利取得元のATGAMESとBLAZEから発売。H&Bからもワイヤレスパッド版が登場している。GENESIS版はRetro-bitより発売。
- ATGAMES SEGA MEGA DRIVE VIDEO GAME CONSOLE 音速雙打機
- BLAZE SEGA MEGA DRIVE VIDEO GAME CONSOLE
- retro-bit SEGA GENESIS FIRECORE CLASSIC CONSOLE

### HYPERKIN GENESIS GEN CORE
見た目にかなり特徴があり、ソニックを模したようなデザインを採用している。カートリッジスロットを採用した据え置き機。

### HYPERKIN GENESIS GEN MOBILE
PlayStation Portableに非常に良く似たデザインの携帯型機。NOMADより携帯性が高まり、液晶も綺麗になった。

### Arcade Motion Classic
2008年、AtGames Cloud Holdingsが発売。

### SEGA GENESIS CLASSIC GAME CONSOLE
2010年ごろにAtGames Cloud Holdingsが発売。
『ソニック』シリーズなどのメガドライブ作品に加え、ボーナスゲームが収録される。

### Arcade Nano series
2010年、AtGames Cloud Holdingsが発売。
「Arcade Nano」本体は、カプセルトイ程度のサイズであり、AVケーブルでテレビとつなげて遊ぶ。
各作品には、セガの5タイトルと、「ボーナス」の5タイトルの合計10タイトルが収録される。
これまでに発売されたラインナップは以下の通り
| 商品名                       | 主な収録作                                     |
| ---------------------------- | ---------------------------------------------- |
| Arcade Nano Sonic            | 『ソニック』シリーズ、『アレックスキッド』ほか |
| Arcade Nano Virtua Fighter 2 | 『バーチャファイター2』（メガドライブ）ほか    |
| Arcade Nano Marshmallow      |                                                |
| Arcade Nano Columns          |                                                |
| Arcade Nano Altered Beast    |                                                |
| Arcade Nano Sonic Blast      |                                                |
| Arcade Nano Casino Games     |                                                |
| Arcade Nano Sonic 1&2        |                                                |

### Arcade Ultimate
2012年、AtGames Cloud Holdingsが発売。

### SEGA Genesis Ultimate Portable Game Player
2013年、AtGames Cloud Holdingsが発売。
同作にはセガとカプコンの海外版タイトル40本、オリジナルタイトルが40本の合計80タイトルが収録される。
2017年にはSEGA Genesis Ultimate Portable Game Player Deluxeが発売。
Deluxeの収録作は前作から一新されており、『ソニック』シリーズに加え、『コミックスゾーン』などが収録される。

### Sega Genesis Flashback
2017年、AtGames Cloud Holdingsが発売。
『ソニック』シリーズや『獣王記』などのメガドライブ作品のほかにも、マスターシステムやゲームギアの作品、さらにはオリジナルゲームも収録されており、総収録数は85タイトルに上る。

## その他
- 中東の国にあるUniversalという名前の会社がメガドライブとMSXの両方のゲームをプレイできるMSXマシンをリリースしたと主張している。

## 非公認のクローン機
1990年代初頭から中期にかけてSuper Creationというメガドライブの非公認クローン機がアジア市場で販売されていた。セガのロゴが右下にない他は日本版メガドライブの初代機に似た形をしている。拡張ポートやステレオヘッドホンジャックがなく、ジョイパットのコネクタは純正のメガドライブと互換性がなかった。世界中のメガドライブソフトが動作するほか、リフレッシュレートチェックを無効化する改造が施されており、PAL形式の機械でありながら日本や米国のNTSC版ソフトが動作する。ただし、セガは一切これらのクローン機の設計・製造には関与していないので、メガドライブ用ソフトを装着しても各種動作は実機と異なる（場合もある）。
スコーピオン16(Scorpion XVI)は日本版メガドライブを元にしている。本体右側にNTSCとPALを選択するスイッチボックスがあり、世界中のメガドライブおよびGenesis用ソフトをプレイできる。一部のバージョンはいくつかのゲームを内蔵しており、ゲームカートリッジを壊して開ける必要があったが、他のゲームに交換できた。セガから公式なライセンスを受けていないが、今でもイギリスの表通りで入手可能である。
日本でも2010年代後期以降より「MD互換機」などの非公認クローン機がファミコン(FC)互換機などと同様に一般市場に流通する。一例としては、レトロゲーム機の周辺機器販売を中心とした事業を展開しているコロンバスサークルが「16ビットコンパクトMD」を販売している。